# ژان-دانیل پوله
ژان-دانیل پوله (فرانسوی: Jean-Daniel Pollet‎; زاده ۲۰ ژوئن ۱۹۳۶ – مرگ ۹ سپتامبر ۲۰۰۴) فیلم‌نامه‌نویس و کارگردان فیلم اهل کشور فرانسه بود که در دهه ۱۹۶۰ و ۱۹۷۰ بیشترین فعالیت را داشت.